# Jan Baszkiewicz
Jan Michał Baszkiewicz (ur. 3 stycznia 1930 w Warszawie, zm. 27 stycznia 2011 tamże) – polski prawnik, historyk, politolog, historyk idei.

## Życiorys
Syn Bolesława Ludwika, pracownika umysłowego w Miejskich Zakładach Komunikacyjnych w Warszawie, i Michaliny z Perzanowskich. Wykształcenie średnie zdobył w Liceum im. Władysława IV w Warszawie. W 1951 ukończył studia na Wydziale Prawa Uniwersytetu Warszawskiego. W 1955 uzyskał stopień doktora nauk prawnych. Za rozprawę doktorską otrzymał nagrodę państwową. W wieku 26 lat został docentem w Polskiej Akademii Nauk. W 1965 został profesorem nadzwyczajnym, a w 1972 – profesorem zwyczajnym.
W 1957 przeprowadził się do Wrocławia. Na Uniwersytecie Wrocławskim kierował Katedrą Historii Doktryn Politycznych i Prawnych, był prodziekanem Wydziału Prawa (w latach 1962–1964) i prorektorem Uniwersytetu Wrocławskiego (1965–1968).
W 1968, po wydarzeniach marcowych, został uznany przez władze partyjne za persona non grata, w związku z czym w tym samym roku opuścił Wrocław i objął stanowisko kierownika Katedry Powszechnej Historii Państwa i Prawa na Uniwersytecie Śląskim.
W 1973 został pracownikiem naukowym Instytutu Nauk Politycznych UW na stanowisku profesora zwyczajnego.
Był także aktywny politycznie. Jeszcze jako student działał w Związku Niezależnej Młodzieży Socjalistycznej, gdzie pełnił funkcję wiceprzewodniczącego komitetu warszawskiego. W 1948 wstąpił do Związku Akademickiej Młodzieży Polskiej. Od 1951 do rozwiązania należał do Polskiej Zjednoczonej Partii Robotniczej. Od 1956 do 1957 wchodził w skład Komitetu Dzielnicowego PZPR Stare Miasto w Warszawie. Był także m.in. członkiem Komitetu Uczelnianego na Uniwersytecie Wrocławskim. Był członkiem Rady Konsultacyjnej przy Przewodniczącym Rady Państwa PRL Wojciechu Jaruzelskim. Zasiadał w Centralnej Komisji do Spraw Stopni i Tytułów Naukowych. W latach 1986–1989 był członkiem Ogólnopolskiego Komitetu Grunwaldzkiego.

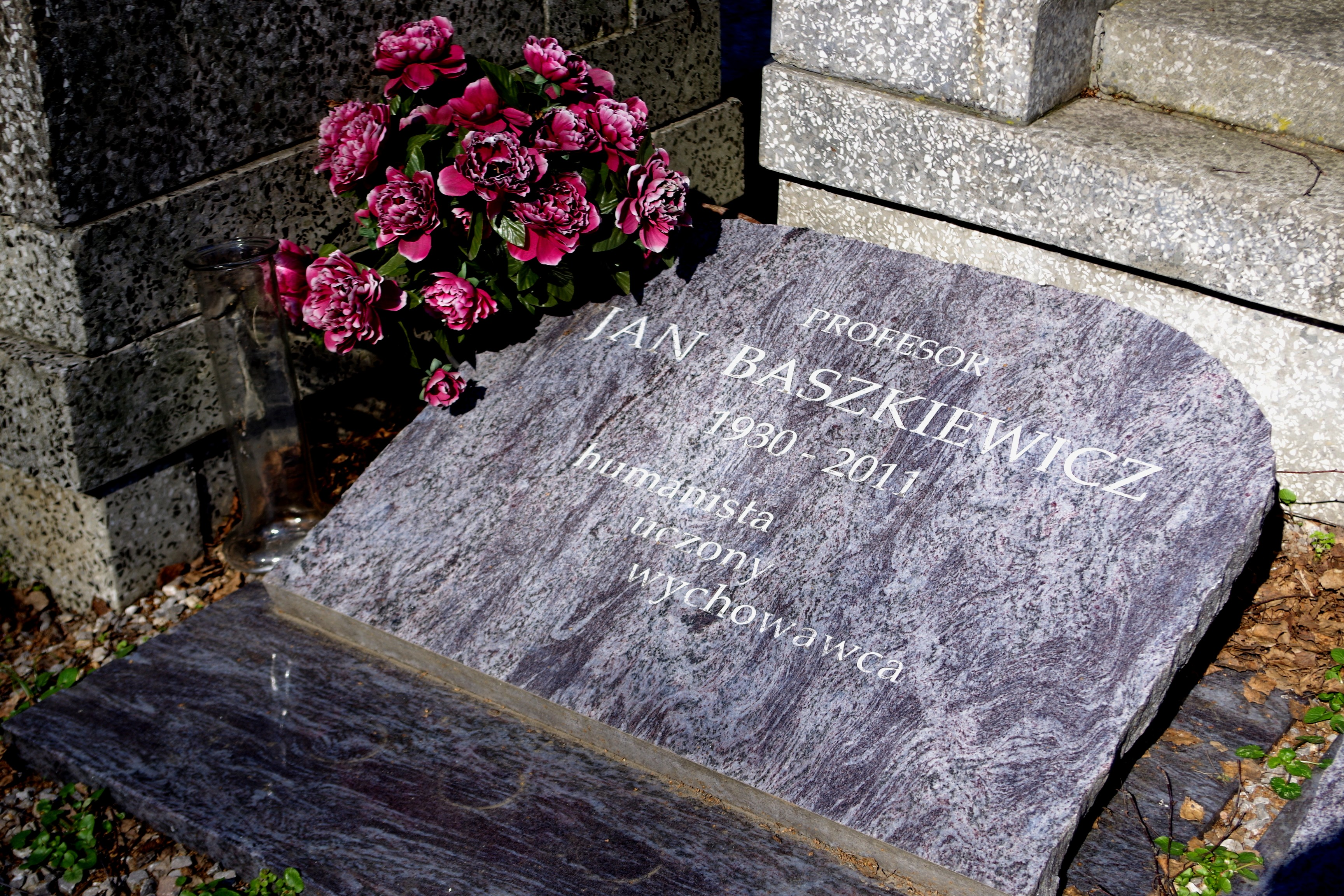
Grób Baszkiewicza na cmentarzu ewangelicko-reformowanym w Warszawie

Członek korespondent (od 1986), członek rzeczywisty (od 1994) Polskiej Akademii Nauk: członek krajowy rzeczywisty Wydziału I – Nauk Społecznych, członek Komitetu Nauk Politycznych PAN i Komitetu Nauk Prawnych PAN. Członek zwyczajny Towarzystwa Naukowego Warszawskiego. Przez wiele lat zasiadał w Centralnej Komisji do spraw Stopni i Tytułów Naukowych (Sekcja I – Nauk Humanistycznych i Społecznych).
Zajmował się historią myśli politycznych i ruchów społecznych oraz historią instytucji politycznych. Był wybitnym znawcą epoki Oświecenia oraz historii Francji, a w szczególności rewolucji francuskiej. Wspólnie ze Stefanem Mellerem był konsultantem historycznym filmu Danton (1982) w reżyserii Andrzeja Wajdy.
Baszkiewicz był redaktorem naczelnym pisma Acta Poloniae Historica (1975-1978), członkiem komitetów redakcyjnych miesięcznika „Państwo i Prawo” i półrocznika „Czasopismo Prawno-Historyczne”, członkiem rady programowej dwumiesięcznika „Polski Przegląd Dyplomatyczny”.
Zmarł 27 stycznia 2011, pochowany na cmentarzu ewangelicko-reformowanym w Warszawie (kwatera 13-4-1B).

## Wybrane publikacje
- Powstanie zjednoczonego państwa polskiego na przełomie XIII i XIV wieku (1954)
- Powszechna historia państwa i prawa. T. 1, Starożytność i wieki średnie (1964)
- Państwo suwerenne w feudalnej doktrynie politycznej do początków XIV w. (1964)
- Polska czasów Łokietka (1968)
- Historia doktryn politycznych i prawnych (1970, 1971, 1973, 1984, wspólnie z Franciszkiem Ryszką)
- Myśl polityczna wieków średnich (1970, 1998, 2009)
- Historia Francji (1974, 1978, 1995, 1999, 2004, 2008)
- Maksymilian Robespierre (1976, 1989)
- Danton (1978, 1980, 1990)
- Wolność, Równość, Własność: rewolucje burżuazyjne (1981)
- Rewolucja francuska 1789–1794: społeczeństwo obywatelskie (1983, wspólnie ze Stefanem Mellerem)
- Ludwik XVI (1983, 1985)
- Richelieu (1984, 1995)
- Francuzi 1789–1794: studium świadomości rewolucyjnej (1989)
- Nowy człowiek, nowy naród, nowy świat: mitologia i rzeczywistość rewolucji francuskiej (1993)
- Henryk IV Wielki (1995)
- Francja. Historia państw świata w XX wieku (1997)
- Młodość uniwersytetów (1997)
- Powszechna historia ustrojów państwowych (1998, 2002)
- Władza (1999, 2009)
- Francja nowożytna: szkice z historii wieków XVII–XX (2002)
- Anatomia bonapartyzmu (2003)
- O niektórych filozoficznych i praktycznych dylematach praw człowieka (2003)
- Francja w Europie (2006)
- Odnowienie Królestwa Polskiego 1295–1320 (2008)
- Państwo, rewolucja, kultura polityczna (2009)

## Ordery i odznaczenia
- Krzyż Komandorski z Gwiazdą Orderu Odrodzenia Polski (2 sierpnia 2002)[11][3]
- Złoty Medal Jubileuszowy Uniwersytetu Wrocławskiego (2002)[1]
- Kawaler Orderu Legii Honorowej (Francja, 1996) – „jako zasłużony ambasador kultury polskiej we Francji i oddany rzecznik naukowej współpracy polsko-francuskiej”[3]

## Nagrody i wyróżnienia
- Nagroda Państwowa III stopnia za pracę pt. „Powstanie Zjednoczonego Państwa Polskiego na przełomie XIII i XIV w.” (1955)[12]
- Nagroda „Problemów” za popularyzację szczególnie ważnych dla współczesności problemów europejskiej historii nowożytnej (1984)[13]
- Nagroda im. Ludwika Waryńskiego (1984, wspólnie ze Stefanem Mellerem) za monografię "Rewolucja Francuska 1789-1794. Społeczeństwo Obywatelskie" (Państwowy Instytut Wydawniczy)[14].
- Nagroda "Trybuny Ludu" I stopnia (1985)[15]
- Nagroda im. Ludwika Waryńskiego (1989) za pracę "Francuzi 1789-1794. Studium świadomości rewolucyjnej" ("Książka i Wiedza", 1989)[16]
- doktor honoris causa Uniwersytetu Wrocławskiego (2003)
- doktor honoris causa Uniwersytetu Pedagogicznego w Krakowie (2005)[1]
- doktor honoris causa Uniwersytetu Jagiellońskiego (2008)
- doktor honoris causa Uniwersytetu Marii Curie-Skłodowskiej w Lublinie (2008)[17]

## Upamiętnienie
- Imię Jana Baszkiewicza nosi największa aula w Gmachu Audytoryjnym WNPiSM UW.
- 7 listopada 2011 na Wydziale Dziennikarstwa i Nauk Politycznych Uniwersytetu Warszawskiego zorganizowano konferencję: Profesor Jan Baszkiewicz – człowiek uniwersytetu[1].
- Ustanowiono także nagrodę jego imienia na najlepszą pracę doktorską z zakresu nauki o polityce[18].